# Міністр оборони Пакистану
Міністр оборони Пакистану (урду: 'وزیرِ دفاع') очолює Міністерство оборони. Міністр працює в кабінеті прем'єр-міністра і зобов'язаний бути членом парламенту.
В історії країни міністерство оборони зазвичай очолював глава уряду, будь то президент чи прем'єр-міністр країни. Першим міністром оборони став Ліакат Алі Хан.

## Список міністрів оборони
| №  | Ім'я                    | Термін            | Термін            | Термін            | Політична партія       |
| №  | Ім'я                    | Початок           | Кінець            | Тривалість        | Політична партія       |
| -- | ----------------------- | ----------------- | ----------------- | ----------------- | ---------------------- |
| 1  | Ліакат Алі Хан          | 15 серпня 1947    | 16 жовтня 1951    | 4 роки, 62 дні    | ПМЛ                    |
| 2  | Ходжа Назімуддін        | 24 жовтня 1951    | 17 квітня 1953    | 1 рік, 183 дні    | ПМЛ                    |
| 3  | Мухаммад Алі Богра      | 18 квітня 1953    | 24 жовтня 1954    | 1 рік, 190 днів   | ПМЛ                    |
| 4  | Аюб Хан                 | 25 жовтня 1954    | 11 серпня 1955    | 290 днів          | ПМЛ                    |
| 5  | Чаудрі Мухаммад Алі     | 12 серпня 1955    | 12 вересня 1956   | 1 рік, 31 день    | ПМЛ                    |
| 6  | Хусейн Шахід Сухраварді | 13 вересня 1956   | 18 жовтня 1957    | 1 рік, 35 днів    | Авамі ліга             |
| 7  | Мумтаз Даултана         | 19 жовтня 1957    | 18 грудня 1957    | 60 днів           | ПМЛ                    |
| 8  | Фероз Хан Нон           | 19 грудня 1957    | 8 квітня 1958     | 110 днів          | Республіканська партія |
| 9  | Мухаммад Аюб Хухро      | 9 квітня 1958     | 7 жовтня 1958     | 181 день          | ПМЛ                    |
| 10 | Аюб Хан                 | 28 жовтня 1958    | 21 жовтня 1966    | 7 років, 358 днів | ПМЛ                    |
| 11 | Афзал Рахман Хан        | 22 жовтня 1966    | 5 квітня 1969     | 2 роки, 165 днів  | Безпартійний           |
| 12 | Ях'я Хан                | 6 квітня 1969     | 20 грудня 1971    | 2 роки, 259 днів  | Безпартійний           |
| 13 | Зульфікар Алі Бхутто    | 21 грудня 1971    | 5 липня 1977      | 5 років, 193 дні  | ПНП                    |
| 14 | Зія-уль-Хак Мохаммад    | 14 січня 1978     | 27 серпня 1978    | 225 днів          | Безпартійний           |
| 15 | Алі Ахмад Талпур        | 28 серпня 1978    | 26 лютого 1985    | 6 років, 182 дні  | Безпартійний           |
| 16 | Зія-уль-Хак Мохаммад    | 27 лютого 1985    | 24 березня 1985   | 25 днів           | Безпартійний           |
| 17 | Мухаммад Хан Джунеджо   | 25 березня 1985   | 29 травня 1988    | 3 роки, 65 днів   | ПМЛ                    |
| 18 | Махмуд Харун            | 9 червня 1988     | 1 грудня 1988     | 175 днів          | Безпартійний           |
| 19 | Беназір Бхутто          | 4 грудня 1988     | 6 серпня 1990     | 1 рік, 245 днів   | ПНП                    |
| 20 | Гус Алі Шах             | 10 вересня 1991   | 17 липня 1993     | 1 рік, 310 днів   | ПМЛ (н)                |
| 21 | Афтаб Шабан Мірані      | 19 жовтня 1993    | 5 листопада 1996  | 3 роки, 17 днів   | ПНП                    |
| 22 | Шахід Хамід             | 6 листопада 1996  | 17 лютого 1997    | 103 дні           | Безпартійний           |
| 23 | Наваз Шариф             | 17 лютого 1997    | 12 жовтня 1999    | 2 роки, 237 днів  | ПМЛ (н)                |
| 24 | Первез Мушарраф         | 12 жовтня 1999    | 23 листопада 2002 | 3 роки, 42 дні    | Безпартійний           |
| 25 | Рао Сікандар Ікбал      | 23 листопада 2002 | 15 листопада 2007 | 4 роки, 357 днів  | ПНП                    |
| 26 | Салім Аббас Джилані     | 16 листопада 2007 | 25 березня 2008   | 130 днів          | Безпартійний           |
| 27 | Мір Хазар Хан Хосо      | 5 квітня 2013     | 4 червня 2013     | 60 днів           | Безпартійний           |
| 28 | Наваз Шариф             | 7 червня 2013     | 26 листопада 2013 | 172 дні           | ПМЛ (н)                |
| 29 | Хаваджа Мухаммад Асіф   | 27 листопада 2013 | 28 липня 2017     | 3 роки, 243 дні   | ПМЛ (н)                |
| 30 | Хуррам Дастгір          | 4 серпня 2017     | 31 травня 2018    | 300 днів          | ПМЛ (н)                |
| 31 | Абдулла Хусейн Харун    | 5 червня 2018     | 18 серпня 2018    | 74 дні            | Безпартійний           |
| 32 | Первез Хаттак           | 30 серпня 2018    | 10 квітня 2022    | 3 роки, 223 дні   | Рух за справедливість  |
| 33 | Хаваджа Мухаммад Асіф   | 19 квітня 2022    | 10 серпня 2023    | 1 рік, 113 днів   | ПМЛ (н)                |
| 34 | Анвар Алі Хайдер (в.о.) | 17 серпня 2023    |                   |                   | Безпартійний           |